# Локомотивная I
Локомотивная I — остановочный пункт Челябинского региона Южно-Уральской железной дороги, на участке Полетаево I — Челябинск-Главный.
До Челябинск-Главный — 2 км, до Полетаево I — 24 км.
Осуществляется посадка и высадка пассажиров на (из) поезда пригородного и местного сообщения. Прием и выдача багажа не производятся.